# Séquence Prévot
La séquence Prévot ou ensemble Prévot est un ensemble de neuf maisons contiguës présentant plusieurs éléments de style Art nouveau à Liège. Elle est essentiellement attribuée à l'architecte liégeois J. Prévot et construite en 1906 et 1907.

## Situation
Les neuf maisons de la séquence Prévot se situent à Liège sur la rive droite de la Meuse dans la longue rue Basse-Wez du no 258 au no 270 et la rue de la Limite aux nos 2 (immeuble de coin) et 4. Avant la fusion des communes de 1977, cette dernière rue faisait office de limite entre les communes de Liège et de Grivegnée.

## Description
Ces neuf maisons ont toutes été érigées en brique rouge et comptent chacune deux travées (excepté la maison de coin) et trois niveaux (deux étages). Elles se différencient toutefois par la nature et la hauteur des soubassements, la forme des baies et des corniches et les ornements (ferronneries, sgraffites, céramiques et mosaïques). Toutes ces maisons sont signées par l'architecte Prévot sauf les plans de la no 262 qui ne sont pas signés.
Parmi les nombreux éléments de style Art nouveau présents en façade, on peut voir des sgraffites aux nos  258, 260 et 266, un panneau de céramiques très colorées représentant des feuilles et des fleurs de marronniers au no 264 et une mosaïque florale au no 268. Les ferronneries les plus représentatives de l'Art nouveau liégeois se trouvent aux nos  262, 264 et 270 de la rue Basse-Wez et aux nos  2 (travée de coin) et 4 de la rue de la Limite. On remarquera aussi la baie en arc outrepassé du premier étage du no 258, l'emploi de linteaux métalliques aux baies du rez-de-chaussée de la maison de coin ainsi que la forme et la structure des corniches des nos  260, 264, 266 de la rue Basse Wez et des deux maisons de la rue de la Limite.

## Galerie

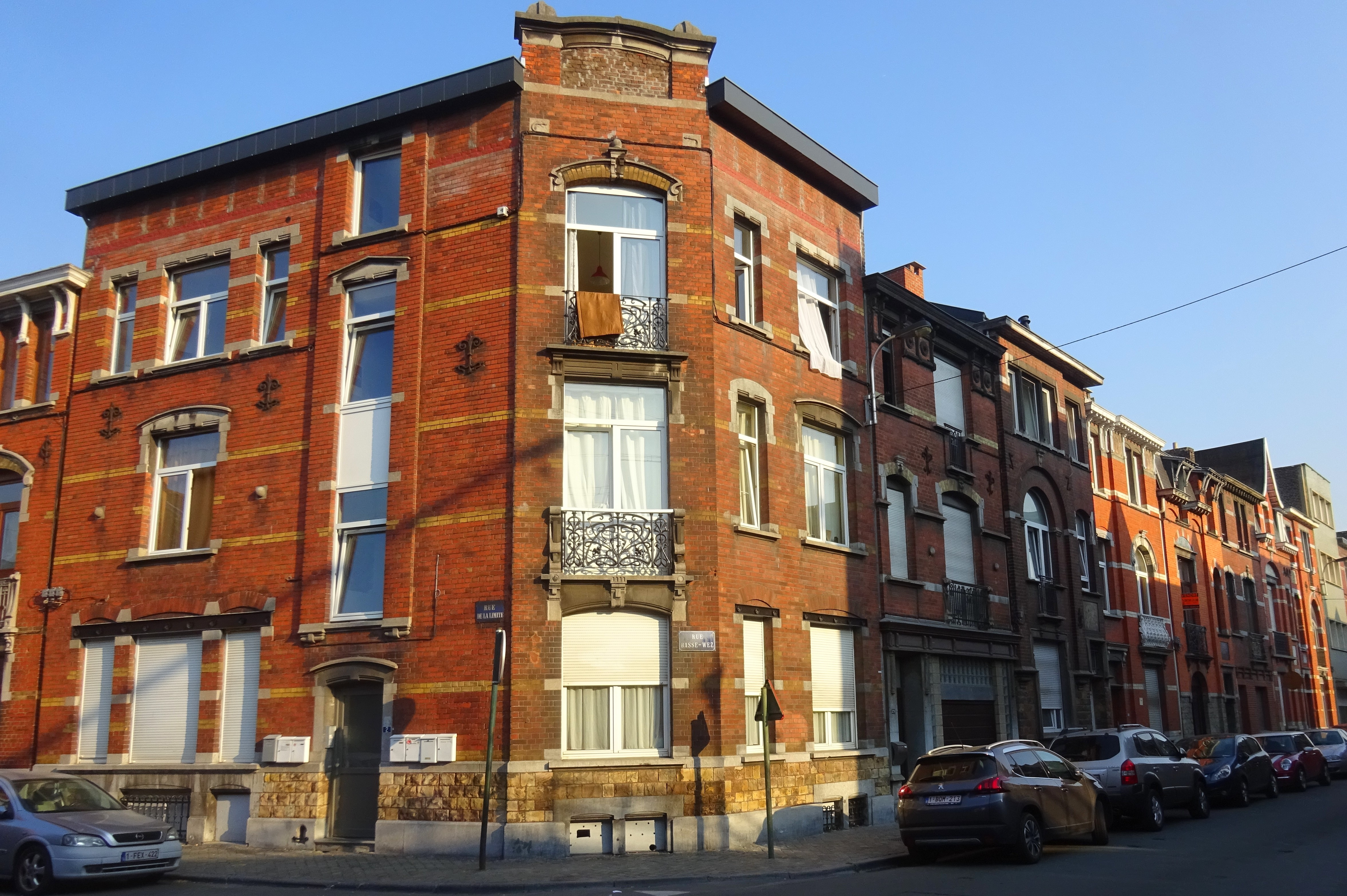
Séquence Prévot
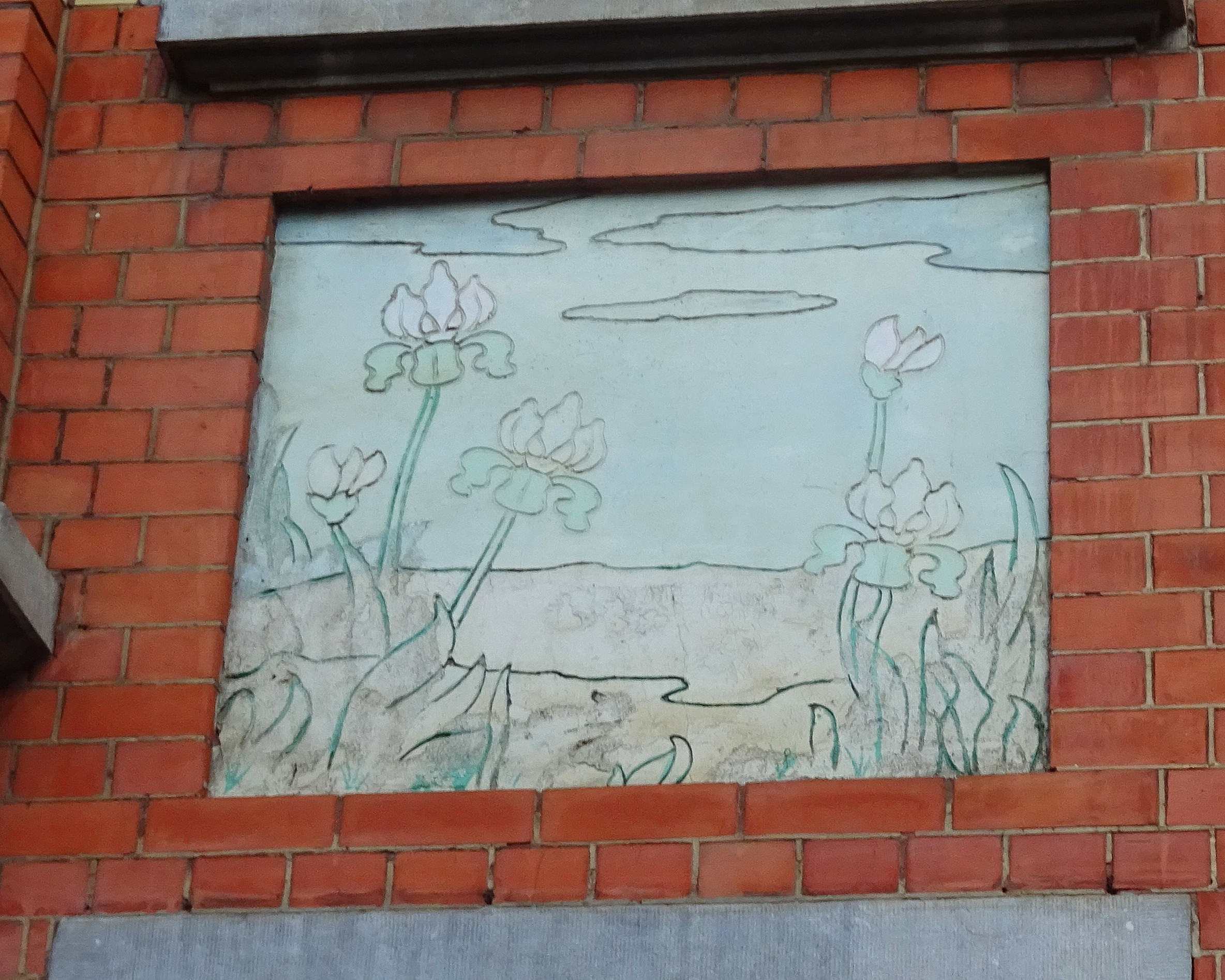
Sgraffite au no 260
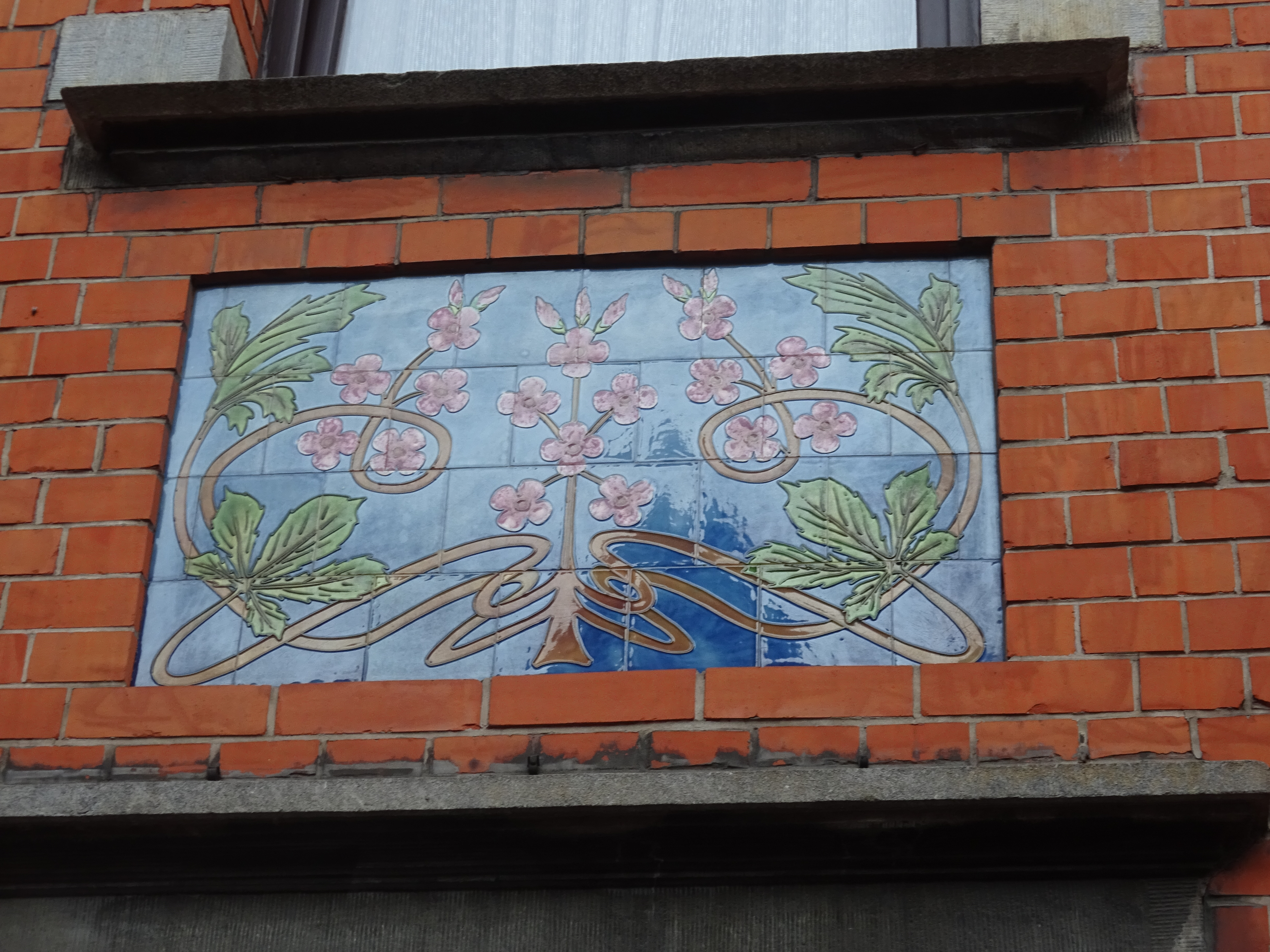
Céramiques au no 264
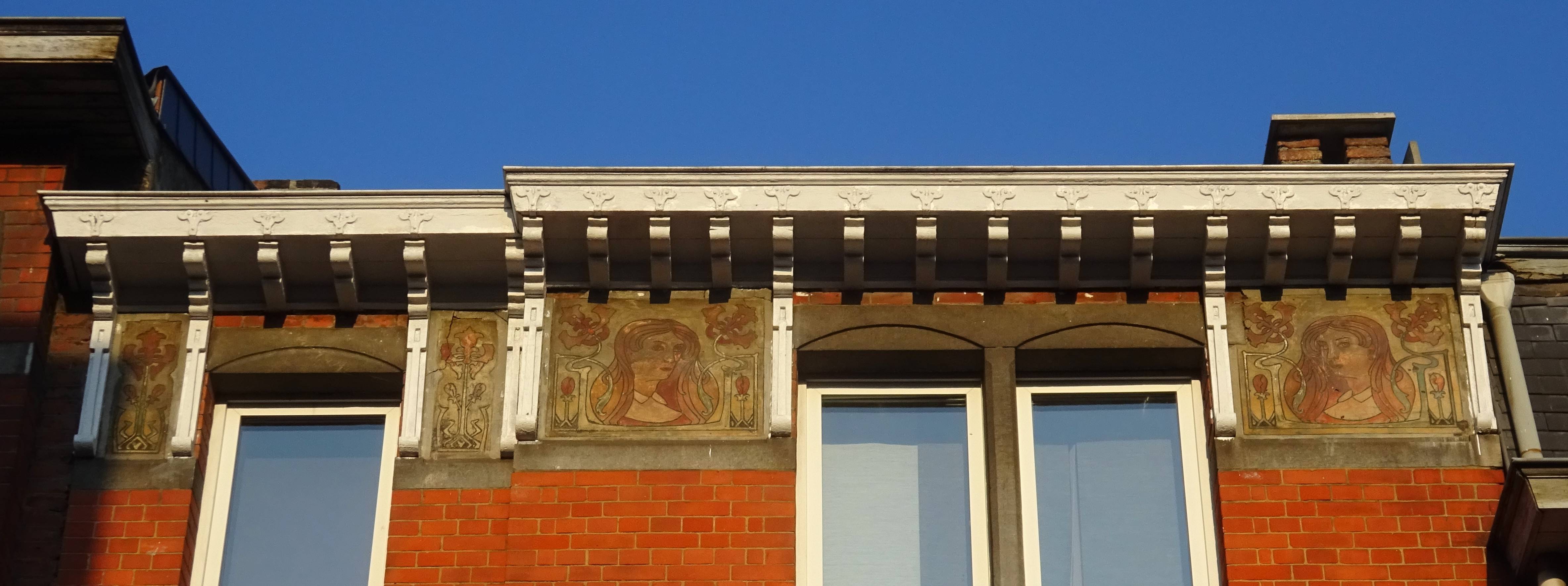
Sgraffites au no 266

## Sources
- « Inventaire du patrimoine culturel immobilier - Séquence Prévot », sur spw.wallonie.be (consulté le 31 décembre 2017)
- « Répertoire des sgraffites de Liège — Site de la Ville de Liège »(Archive.org • Wikiwix • Archive.is • Google • Que faire ?), sur liege.be (consulté le 31 décembre 2017)